# Панкурония бромид
Панкуроний — недеполяризующий миорелаксант конкурентного типа действия. Блокирует проведение нервных импульсов между окончаниями двигательных нервов и поперечно-полосатыми мышцами посредством конкурентного по отношению к ацетилхолину связывания с н-холинорецепторами, расположенными в области концевой пластинки двигательного нерва. Торговое название — Павулон. Вместе с тиопенталом натрия и хлоридом калия является одним из составляющих компонентов смертельной инъекции.

## Состав и форма выпуска
Раствор для инъекций: 2 мл в ампуле по 10, 50 и 100 шт. в упаковке.1 мл 1 амп. панкуроний бромид 2 мг 4 мг.

## Фармакологическое действие
Недеполяризующий миорелаксант конкурентного типа действия. Блокирует проведение нервных импульсов между окончаниями двигательных нервов и поперечно-полосатыми мышцами посредством конкурентного по отношению к ацетилхолину связывания с н-холинорецепторами, расположенными в области концевой пластинки двигательного нерва.

## Показания
- для облегчения проведения эндотрахеальной интубации при проведении общей анестезии;
- для обеспечения мышечной релаксации при выполнении хирургических операций средней и большой продолжительности.

## Режим дозирования
Хорошие условия для эндотрахеальной интубации у взрослых создаются через 90—120 с после в/в введения препарата в дозе 100 мкг/кг (около 2-кратной дозы ED95) и через 120—150 с после введения дозы 80 мкг/кг.
Время с момента в/в введения препарата до момента 25 % восстановления контрольной амплитуды мышечных сокращений составляет около 86 мин для дозы 80 мкг/кг массы тела и 100 мин для дозы 100 мкг/кг.
Для миорелаксации после эндотрахеальной интубации с применением сукцинилхолина Павулон следует вводить в дозе 40—60 мкг/кг. При такой дозе, время с момента в/в введения препарата до момента 25 % восстановления контрольной амплитуды мышечных сокращений составляет около 22—35 мин, в зависимости от введенной дозы сукцинилхолина.
Для поддержания миорелаксации во время операции препарат следует вводить в дозе 10—20 мкг/кг. Поддерживающие дозы Павулона рекомендуется вводить только после того, как амплитуда мышечных сокращений восстанавливается до уровня не менее 25 % от контрольного значения.
Детям препарат назначают в тех же дозах, что и взрослым. Исключение составляют новорождённые в возрасте до 4 недель, которым препарат вводят в уменьшенной дозе, причём начинать введение следует с тест-дозы Павулона (например, 10—20 мкг/кг).

## Побочное действие
Со стороны сердечно-сосудистой системы: умеренное увеличение ЧСС, незначительное повышение АД и сердечного выброса.
Со стороны органа зрения: снижение внутриглазного давления в течение нескольких минут после введения, миоз.

## Противопоказания
- повышенная чувствительность к препарату.

## Беременность и лактация
Назначение препарата при беременности возможно только в том случае, когда ожидаемая польза для матери превосходит потенциальный риск для плода.
Исследования показали безопасность применения Павулона при кесаревом сечении. Применение Павулона не влияет на показатели по шкале Апгар, на тонус мышц плода, на его дыхание и сердечную деятельность.
Анализы содержания панкурония бромида в образцах крови пупочного канатика свидетельствуют о весьма незначительном проникновении данного препарата через плацентарный барьер.

## Особые указания
Пациентам, которым вводили Павулон во время операции, следует проводить ИВЛ до тех пор, пока не восстановится собственное дыхание.
При назначении Павулона пациентам с заболеваниями печени и желчных путей следует учитывать вероятность возрастания времени начала действия препарата, повышения потребности в суммарной дозе, увеличения продолжительности нервно-мышечной блокады и времени восстановления.
При сердечно-сосудистых заболеваниях, отеках, сопровождающихся изменением времени циркуляции крови, приводящем к увеличению зоны распределения, также может наблюдаться задержка начала действия препарата.
Следует с осторожностью применять Павулон у пациентов с нервно-мышечными заболеваниями или перенесших полиомиелит.
Пациентам с тяжелой миастенией или миастеническим синдромом (Итон-Ламберта) Павулон сначала следует вводить только в очень низких дозах.
При применении Павулона при гипокалиемии, гипермагниемии, гипокальциемии, гипопротеинемии, дегидратации, ацидозе, гиперкапнии, кахексии возможно усиление его действия. Поэтому перед началом его применения следует скорректировать водно-электролитный баланс и КЩР.
При проведении операций с гипотермией возможно пролонгирование действия препарата.
Пациентам с ожирением дозы Павулона следует рассчитывать исходя из идеальной массы тела.
Контрольные исследования не выявили какого-либо заметного повышения уровня гистамина в плазме крови человека после в/в введения Павулона.

## Передозировка
Симптомы: усугубление миорелаксации.
Лечение: следует продолжить ИВЛ и при восстановлении спонтанного дыхания ввести в качестве антидота ингибитор холинэстеразы в соответствующей дозе.

## Лекарственное взаимодействие
При одновременном применении с Павулоном его действие усиливают следующие препараты: галотан, эфир, энфлуран, изофлуран, метоксифлуран, циклопропан, тиопентон, метогекситон, кетамин, фентанил, гаммагидроксибутират, этомидат, другие недеполяризующие миорелаксанты, сукцинилхолин (при предварительном применении), аминогликозидные и полипептидные антибиотики, диуретики, бета-адреноблокаторы, тиамин, ингибиторы МАО, хинидин, протамин, фенитоин, альфа-адреноблокаторы, имидазолы, метронидазол, соли магния.
При одновременном применении с Павулоном его действие уменьшают следующие препараты: неостигмин, эдрофоний, пиридостигмин, норадреналин, азатиоприн, теофиллин, калия хлорид, кальция хлорид, ГКС (при предшествующем постоянном применении).
Применение деполяризующих миорелаксантов после введения Павулона может вызвать усиление или ослабление нервно-мышечной блокады.
Благодаря ваголитическому действию, Павулон препятствует угнетению сердечной деятельности, связанному с применением некоторых ингаляционных анестетиков.
Павулон уменьшает брадикардию, вызываемую некоторыми сильнодействующими анестетиками и анальгетиками.

## Фармацевтическое взаимодействие
Павулон совместим в одном шприце или в системе для в/в вливания с 0,9 % раствором натрия хлорида, с 5 % раствором глюкозы, с раствором Рингер-лактата.

## Условия и сроки хранения
Препарат следует хранить в холодильнике при температуре от 2 до 8 °C.